# Ендрю Вайс
Ендрю Вайс (англ. Andrew Weiss) — американський музикант, композитор, аудіоінженер і продюсер, найбільш відомий своєю роботою з Rollins Band.

## Життя і кар'єра
Ендрю Вайс народився в Чикаго. Більшу частину своєї юності Вайс провів в Нью-Джерсі, навчався в Принстонській середній школі. Згодом почав грати на бас-гітарі в місцевих гуртах.
У 1982 році він об'єднався з гітаристом Вільямом Такером (William Tucker) та шкільним другом барабанщиком Сімом Кейном (Sim Cain), щоб створити інструментальний гурт нової хвилі, Regressive Aid. У 1983 році гурт випустив міні-альбом із 4 пісень. У 1984 році вийшов альбом із 6 пісень.
Приблизно в цей же час Вайс почав свої експерименти з електронною музикою та звукозаписом. Це призвело до співпраці з його другом Джеффом Раснеком (Jeff Rusnack), партнером у Wonder. Разом вони заснували лейбл Bird'o'Pray Records, що випускав лише касети. Лейбл займався електронною та альтернативною музикою, і випустив перші релізи гурту Ween.
У 1985 році Regressive Aid привернув увагу засновника Black Flag, Грега Джинна. Грег запросив Вайса та Кейна до Лос-Анджелеса. Згодом було створено інструментальний сайд-проект Gone у складі: Грег Джинн, Ендрю Вайс, Сім Кейн. У 1986 році гурт Gone записав 3 альбоми для рекорд-студії Грега Джинна, SST Records. Та відіграв понад 500 концертів по США, гастролюючи на підтримку Black Flag. А також виконував музичні перформанси в магазинах звукозапису.
Наприкінці 1986 року розпалися як Gone, так і Black Flag.
Екс-вокаліст Black Flag, Генрі Роллінз згадував: «Я запитав їх [Ендрю та Сіма], чи вони впевнені, що закінчили. Ендрю та Сім сказали, що ніколи більше не хочуть бачити Грега Джинна. Тому я запитав їх, чи хочуть вони бути зі мною в гурті. Здається, це був лютий 1987 року. До квітня ми репетирували. 26 квітня 1987 року відбувся перший концерт.»
«За кілька днів після перших репетицій у нас з'явилися нові пісні. Ендрю був чарівником. Один риф за іншим, для нього це здавалося легким. Разом Ендрю та Сім були неймовірною одиницею. Неймовірно. Ми з Крісом Хаскеттом були просто збентежені.»
У 1987 році Роллінз, Хаскетт, разом з Ендрю Вайсом (Andrew Weiss) та Сімом Кейном (Sim Cain) утворили новий гурт і назвали його Rollins Band. Гурт невпинно гастролював.
У листопаді 1987-го вони були в студії в Лідсі, Англія, записуючи свій дебютний альбом Life Time, продюсером альбому був Ян Маккей.
За дебютним альбомом швидко пішли релізи та концертна збірка Do It. Гурт продовжував гастролювати протягом 1988 року; у 1989 році був випущений інший альбом Rollins Band, Hard Volume.
Приблизно в цей час Вайс почав шукати нові пригоди у музичному виробництві. У 1989 році він продюсував і створював альбоми для гуртів Ween та Skunk, згодом гурти були захоплені інді-лейблом Twin Tone з Міннеаполіса.
Після випуску альбому Hard Volume, Ендрю Вайс і Генрі Роллінз співпрацювали над одноразовим сайд-проектом під назвою Wartime. Ендрю Вайс написав і виконав всю музику, Генрі Роллінз займався вокалом. У 1990 році на рекорд-студії Chrysalis Records було записано альбом сайд-проекту Wartime під назвою Fast Food For Thought.
У 1990 році гурт Rollins Band випустив концертний альбом Turned On.
Після чого Ендрю Вайс покинув Rollins Band.
Вайс знову приєднався до Rollins Band у 1992 році для запису альбому The End of Silence.
Rollins Band розпочав тур на підтримку альбому End of Silence, під кінець туру Ендрю Вайс був звільнений з гурту.
Пізніше Генрі Роллінз згадував: «Ендрю завжди був мудаком. Це ніколи не змінювалося, і це виявилося „головним“ у кожному нашому записі. Виразно неприємний досвід щоразу.»
Загалом, протягом 1987—1992 років, Вайс брав участь у записі 8 релізів Rollins Band, а також гастролював разом з гуртом. Вайс грав на бас-гітарі, а також написав більшу частину музики Rollins Band.
Протягом цього періоду він також продюсував 4 альбоми гурту Ween, 2 альбоми для Skunk, а також брав участь у 3 турах і 4 альбомах як басист і автор пісень для індустріального супергурту Pigface.
Він також виступав разом з Butthole Surfers, Крісом Харфордом (Chris Harford) і Йоко Оно (Yoko Ono), з якою він здійснив світовий тур у 1996 році.
Вайс продовжував свою продюсерську/інженерну роботу з гуртом Ween (ще шість релізів). Вайс співпрацював з провідним японським гуртом Boredoms (Z-Rock Hawaii). У 1995 році він продюсував альбом P альтернативного гурту P (Bill Carter, Johnny Depp, Gibby Haynes, Sal Jenco). Також співпрацював з гуртом Akron/Family.
Вайс також був продюсером і інженером альбомів для ряду груп Центральної та Південної Америки, включаючи шість альбомів з Babasónicos з Аргентини, чотири з мексиканським гуртом Liquits, а також альбом гуту Café Tacvba — Cuatro Caminos, який отримав премію Греммі 2003 року.
У 2000 році Вайс почав проводити час на Гаїті, записувався та виступав з гуртом RAM з Порт-о-Пренса.
Приблизно в цей час він також почав писати музику для телебачення та кіно, особливо музику для багатьох шоу на Sundance Channel.
Останнім часом Вайс працював басистом у панк-рок гурті Jello Biafra and the Guantanamo School of Medicine (San Francisco, California).
Вайс керує студією Zion House'o'Flesh у Нью-Джерсі.

## Часткова дискографія
| Рік  | Альбом                                       | Гурт             | Посада                                     |
| ---- | -------------------------------------------- | ---------------- | ------------------------------------------ |
| 1987 | Life Time                                    | Rollins Band     | Bass                                       |
| 1988 | Do It                                        | Rollins Band     | Bass                                       |
| 1989 | Hard Volume                                  | Rollins Band     | Bass                                       |
| 1990 | Turned On                                    | Rollins Band     | Bass                                       |
| 1990 | GodWeenSatan: The Oneness                    | Ween             | Producer, engineer, mixer, bass            |
| 1991 | The Pod                                      | Ween             | Producer, engineer, mixer                  |
| 1992 | Pure Guava                                   | Ween             | Producer, engineer, mixer                  |
| 1992 | The End of Silence                           | Rollins Band     | Bass                                       |
| 1992 | Hammer of the Rök Gödz                       | Rollins Band     | Bass                                       |
| 1993 | Electro Convulsive Therapy                   | Rollins Band     | Bass                                       |
| 1993 | Insert Band Here: Live in Australia, 1990    | Rollins Band     | Bass                                       |
| 1994 | Electriclarryland                            | Butthole Surfers | Bass                                       |
| 1994 | Chocolate &amp; Cheese                       | Ween             | Producer, engineer, mixer, bass, keyboards |
| 1997 | The Mollusk                                  | Ween             | Producer, engineer, mixer, bass, keyboards |
| 1999 | Paintin' the Town Brown: Ween Live 1990—1998 | Ween             | Bass                                       |
| 2003 | Quebec                                       | Ween             | Producer, engineer, mixer, keyboards, bass |
| 2005 | Shinola, Vol.1                               | Ween             | Producer, engineer, mixer, keyboards, bass |
| 2007 | La Cucaracha                                 | Ween             | Producer, engineer, mixer, keyboards, bass |
| 2007 | The Friends EP                               | Ween             | Producer, engineer, mixer, keyboards       |